# Введенский сельсовет (Хлевенский район)
Введенский сельсове́т — сельское поселение в Хлевенском районе Липецкой области. 
Административный центр — село Введенка.

## История
В соответствии с законами Липецкой области №114-оз от 02.07.2004 и №126-оз от 23.09.2004 сельсовет наделён статусом сельского поселения, установлены границы муниципального образования.

## Население
| 2009 | 2010 | 2012 | 2013 | 2014 | 2015 | 2016 |
| ---- | ---- | ---- | ---- | ---- | ---- | ---- |
| 646  | ↘639 | ↗640 | ↘627 | ↘616 | ↗617 | ↗618 |
| 2017 | 2018 | 2021 |      |      |      |      |
| ↘602 | ↗607 | ↗640 |      |      |      |      |

## Состав сельского поселения
| № | Населённый пункт | Тип населённого пункта       | Население |
| - | ---------------- | ---------------------------- | --------- |
| 1 | Введенка         | село, административный центр | ↘554      |
| 2 | Даньшино         | деревня                      | ↘85       |